# Sphyrna vespertina
Sphyrna vespertina ist eine eng mit Sphyrna tiburo verwandte, kryptische Art aus der Familie der Hammerhaie (Sphyrnidae), die küstennah im östlichen Pazifik von Niederkalifornien im Norden bis Ecuador im Süden vorkommt.

Verbreitungsgebiet von Sphyrna vespertina

## Merkmale
Die relativ kleine Hammerhaiart wird schon bei einer Länge von etwas mehr als 90 Zentimeter geschlechtsreif, erreicht eine Maximalgröße von 150 Zentimeter und ein Gewicht von etwas mehr als 10 kg. Der Körper ist langgestreckt und schlank, der Kopf ist abgeflacht und spatenförmig. Der Kopf ist ca. 1,5 mal breiter als lang, die Kopfbreite liegt bei 19 bis 25 % der Gesamtlänge der Tiere. Er ist damit breiter und kürzer als der von Sphyrna tiburo und der Abstand der Augen ist größer. Der Vorderrand des Cephalofoil ist nicht eingebuchtet. Das Maul ist deutlich gebogen. Es reicht nach vorne bis zum Hinterrand der Augenhöhlen. Die Augen befinden sich an den äußeren Enden des Cephalofoils in der Nähe der Nasenöffnungen und sind von diesen durch einen Abstand getrennt, der etwa dem 1,5-fachen des Durchmessers des Auges entspricht. Die Zähne im Oberkiefer sind niedriger als die im Unterkiefer.
Die erste Rückenflosse ist höher als die von Sphyrna tiburo, ihr Ansatz liegt etwas hinter dem Ende der Brustflossenbasen. Die Brustflossen von Sphyrna vespertina sind kürzer als die von Sphyrna tiburo, die stark asymmetrische Schwanzflosse ist länger. Sphyrna vespertina ist auf der Oberseite und an den Seiten grau oder graubraun gefärbt, oft mit kleinen dunklen Flecken auf dem Rücken, die Unterseite ist weißlich.

## Systematik
Sphyrna vespertina wurde 1940 durch den US-amerikanischen Ichthyologen Stewart Springer erstmals wissenschaftlich beschrieben.
Der US-amerikanische Ichthyologe Carter R. Gilbert machte die Art 1967 im Rahmen einer Revision der Hammerhaie zu einer Unterart von Sphyrna tiburo, der im westlichen, tropischen und subtropischen Atlantik vorkommt. Seit 2016 wird Sphyrna vespertina in verschiedenen systematischen Listen und wissenschaftlichen Publikationen wieder als eigenständige Art gelistet.